# Эль-Микдадия
Эль-Микдади́я (араб. المقدادية‎) — город в Ираке в провинции Дияла. Расположен в 80 км к северо-востоку от Багдада и в 30 км к северо-востоку от Баакубы, на высоте 54 м над уровнем моря. Население города составляет около 298 000 человек. Большая часть населения представлена арабами, проживают также курды и туркоманы. До 1960—1970-х годов основу населения Эль-Микдадии составляли курды-шииты; сейчас численность курдского населения оценивается всего в 3 %.
Город существовал ещё во времена персидской Сасанидской империи и носил тогда название «Шахрабан» (он до сих пор так называется по-курдски).